# Miklós Bethlen
Miklós Bethlen (Kisbún, 1º settembre 1642 – Vienna, 27 ottobre 1716) è stato un politico e scrittore ungherese.
Fu uno degli uomini di stato più in vista della Transilvania.

## Biografia
Dopo gli studi fatti nei collegi protestanti di Alba Iulia Gyulafehérvár e Cluj Kolozsvár, tra 1661 e 1664 si recò all'estero per completare la sua formazione culturale. Trascorse quindi un primo periodo all'Università di Heidelberg, per poi trasferirsi, prima, a Utrecht e poi a Leida. Terminò questo periodo di peregrinatio studiorum con un soggiorno inglese e uno francese. 
Tornato in patria nel 1664, in quell'anno ripartì per un breve soggiorno a Venezia. Giocò un ruolo chiave nelle vicende politiche transilvane, ai tempi della rivolta di Imre Thököly  e negli anni ad essa successivi. La carica più importante da lui ricoperta fu quella di Cancelliere del principato. 
Accanto agli impegni politici più importanti, si impegnò per incentivare nel suo paese l'educazione. Al centro della sua attività politica pose sempre la difesa dei diritti delle chiese riformate. 
Nel 1704 fu accusato di lesa maestà e deportato a Vienna, dove fu obbligato a rimanere anche dopo la sua liberazione dal carcere. Tra 1708 e 1710 scrisse un'autobiografia, considerata un classico della letteratura ungherese di quel periodo.